# Leggi sulla sodomia negli Stati Uniti d'America
     1962
     1971
     1972
     1973
     1974
     1975
     1976
     1977
     1978
     1979
     1980
     1983
     1985
     1992
     1993
     1996
     1997
     1998
     1999
     2001
     2003

Decriminalizzazione dei rapporti sessuali tra persone dello stesso sesso negli Stati Uniti.
1962
1971
1972
1973
1974
1975
1976
1977
1978
1979
1980
1983
1985
1992
1993
1996
1997
1998
1999
2001
2003

Le leggi sulla sodomia negli Stati Uniti d'America, che mettevano fuori legge una varietà di atti sessuali e che in alcuni stati erano vigenti fino al 2003, sono state l'eredità di tutta una serie di leggi britanniche con radici nella religione cristiana della tarda antichità. Mentre spesso venivano presi di mira gli atti sessuali tra persone dello stesso sesso, molti di questi statuti possedevano definizioni sufficientemente ampie per poter esser impiegati a mettere fuori legge anche alcuni atti sessuali tra persone di sesso diverso ed agivano a volte anche tra le persone sposate.
Lungo il corso del XX secolo la progressiva liberalizzazione della sessualità americana ha portato via via alla totale eliminazione delle leggi sulla sodomia nella maggior parte degli stati; durante questo periodo di tempo la Corte suprema degli Stati Uniti d'America ha prima confermato la costituzionalità delle leggi sulla sodomia nella sentenza Bowers v. Hardwick nel 1986, per poi annullare la decisione nel 2003 nella sentenza Lawrence contro Texas. Il pronunciamento della Corte Suprema ha di conseguenza invalidato le leggi sulla sodomia ancora esistenti in 14 stati (Alabama, Carolina del Nord, Carolina del Sud, Florida, Idaho, Kansas, Louisiana, Michigan, Mississippi, Missouri – in tutto lo stato –, Oklahoma, Texas, Utah e Virginia).

## Storia
Nel 1779 Thomas Jefferson scrisse una legislazione per la Virginia che conteneva la punizione della castrazione per tutti quegli uomini che si impegnavano nell'atto sodomitico. Jefferson intendeva che questa fosse in realtà una liberalizzazione delle leggi sulla sodomia in Virginia in cui, a quel tempo, si prevedeva la pena di morte come pena massima per il reato di sodomia: essa fu respinta dal legislatore dello stato.
Prima del 1962 la sodomia costituiva un crimine in ognuno degli stati dell'Unione, punito da un lungo periodo di reclusione e/o di lavori forzati. In quell'anno il codice penale modello (MPC) sviluppato dall'American Law Institute col fine di promuovere l'uniformità tra gli stati che avevano modernizzato i loro statuti accolse come un compromesso, la rimozione della sodomia consensuale dal proprio codice penale, mentre si rendeva e rimaneva un crimine l'istigazione e la sollecitazione alla sodomia.
Nel 1962 l'Illinois adottò le raccomandazioni espresse dal modello di nuovo codice penale e quindi, di conseguenza, divenne il primo stato a rimuovere le conseguenze penali sanzionatorie per la sodomia consensuale dal suo codice, quasi un decennio prima di qualsiasi altro stato degli Stati Uniti d'America.
Nel corso degli anni molti tra gli stati che non avevano abrogato le leggi sulla sodomia avevano altresì emanato una legislazione che ne riduceva la pena. Al momento della decisione sul caso Lawrence nel 2003 la pena per aver violato una delle leggi sulla sodomia variava sensibilmente da una giurisdizione all'altra, tra quegli stati che avevano mantenuto le loro leggi sulla sodomia. Le sanzioni più dure e severe erano comminate in Idaho, dove una persona condannata per sodomia poteva ancora ricevere la pena dell'ergastolo; seguiva il Michigan con una pena massima di 15 anni di reclusione, mentre i recidivi venivano condannati a vita.
Entro il 2002 ben 36 stati avevano oramai abrogato le leggi sulla sodomia o le loro corti nazionali le avevano rovesciate e invalidate. Al tempo della decisione della corte suprema del 2003 le leggi in materia nella maggior parte degli stati non erano più da tempo applicate o lo erano in maniera molto selettiva. Il persistere di queste leggi raramente applicate sui codici di statuto, tuttavia, venivano spesso citate come una giustificazione per gli atti di discriminazione compiuti contro gay e lesbiche.
Il 26 giugno 2003 la corte suprema statunitense in una decisione 6 a 3 ha fatto annullare la legge del Texas sulla sodomia tra persone dello stesso sesso, stabilendo che una tale condotta sessuale privata era protetta dai diritti di libertà implicita nella clausola del giusto processo della costituzione degli Stati Uniti d'America. Questa decisione di fatto ha invalidato tutte le leggi sulla sodomia statali in quanto applicate a comportamenti non commerciali (che non istigavano alla prostituzione) svolti in privato tra civili consenzienti; fu così invertita la sentenza della stessa corte nel 1986 che aveva confermato la legge sulla sodomia della Georgia.
Precedentemente alla sentenza del 2003 già 27 stati, più il distretto di Columbia e 4 territori avevano abrogato l'azione legislativa basata sulle leggi contro la sodomia, 9 stati le avevano capovolte o invalidate dall'azione legale dello stesso stato, 4 stati membri avevano ancora in vigore le leggi contro la sodomia tra persone dello stesso sesso, infine 10 stati con Porto Rico e le United States Armed Forces possedevano leggi che si applicavano a tutti indipendentemente dal genere sessuale.
Nel 2005 Porto Rico ha fatto abrogare la propria legge sulla sodomia, mentre nel 2006 il Missouri ha abrogato la propria legge contro il "comportamento omosessuale". Nel 2013 il Montana ha rimosso il "contatto o rapporto sessuale tra due persone dello stesso sesso" dalla sua definizione di condotta sessuale deviata, la Virginia ha abrogato il suo statuto sugli atti osceni e la "coabitazione lasciva", infine la sodomia è stata legalizzata nelle forze armate statunitensi.
Nel 2005, basando la propria decisione sulla precedente sentenza di due anni prima, la corte suprema della Virginia in Martin v. Ziherl ha invalidato i commi 18,2-344 che entro i confini dello stato rendeva la fornicazione tra persone non sposate un crimine.
Lo statuto della Louisiana possedeva nei primi anni 2000 ancora i commi indicanti la "copula innaturale carnale compiuta da un essere umano nei confronti di un altro dello stesso sesso" nella definizione generica di "crimini contro natura" e punibile, in teoria, con una multa fino a 2000 dollari o ad una pena detentiva fino a cinque anni, con o senza i lavori forzati. Tuttavia, questa sezione è stata ulteriormente modellata dalla "United States Court of Appeals for the Fifth Circuit'" nel 2005 alla luce della decisione Lawrence del 2003.
In State v. Whiteley (2005) la corte d'appello del Carolina del Nord ha stabilito che lo status di crimine contro la natura (NCGS § 14-177) non è incostituzionale nei suoi passaggi perché può correttamente essere utilizzato per criminalizzare la condotta sessuale che coinvolge i minori, la condotta non consensuale o coercitiva, la condotta pubblica e la prostituzione.
Il 31 gennaio 2013 il senato statale della Virginia ha approvato una legge che abroga i commi  § 18,2-345 sullo status di convivenza lasciva emanati nel 1877, con un voto di 40 a 0. Il 20 febbraio di quello stesso anno i membri della "Virginia House of Delegates" hanno dato il via libera facendo superare al disegno di legge lo scoglio dell'approvazione con un voto di 62 a 25. Il 20 marzo il governatore Robert Francis McDonnell ha firmato l'abrogazione dello statuto sulla convivenza lasciva dal codice dello stato.
Il 12 marzo 2013 un gruppo di tre giudici della "United States Court of Appeals for the Fourth Circuit" cassò i commi § 18,2-361 riguardanti i crimini contro la legge della natura. Il 26 marzo il procuratore generale della Virginia Ken Cuccinelli ha presentato una petizione per poter averne una sospensione per un caso in tribunale, ma la corte ha respinto la richiesta il 10 aprile, con nessuno dei suoi 15 giudici a sostegno della richiesta. Il 25 giugno Cuccinelli ha presentato una petizione davanti alla corte suprema con la richiesta di rivedere la decisione della corte d'appello; questa è stata respinta il 7 ottobre.
Il 7 febbraio 2014 il senato della Virginia ha votato 40 a 0 a favore della revisione dei crimini contro la natura, rimuovendo di fatto il divieto di rapporti sessuali tra persone dello stesso sesso. Il 6 marzo la Virginia House of Delegates ha votato 100 a 0 a favore del disegno di legge. Il 7 aprile il governatore ha presentato una versione leggermente modificata dello stesso disegno. La sentenza è stata emanata durante la stessa legislatura il 23 di aprile. La legge è entrata in vigore subito dopo il suo passaggio in parlamento.
Nel mese di aprile del 2014 la proposta di un disegno di legge della Louisiana ha cercato di rivedere il crimine statale contro la legge naturale, mantenendo il divieto esistente contro la sodomia all'interno dei reati di stupro e abuso sessuale su minori, oltre che contro i rapporti sessuali con animali, mentre ha favorito l'abolizione del divieto incostituzionale contro il sesso tra adulti consenzienti. Il disegno di legge è stato sconfitto il 15 aprile con un voto di 66 a 27.
Il 26 febbraio 2019 lo Utah ha votato per rivedere le sue leggi sulla sodomia per includere soltanto la sodomia forzata e la sodomia su bambini e non più qualsiasi relazione sessuale tra adulti consenzienti. Il governatore ha promulgato la legge il 26 marzo 2019.
Il 23 maggio 2019 la Camera dei rappresentanti dell'Alabama ha approvato un disegno di legge che ha abrogato il divieto di "rapporti sessuali devianti". Il disegno di legge è stato approvato dal Senato dell'Alabama il 28 maggio 2019 ed è entrato in vigore il 1º settembre 2019.
Il Maryland ha votato per abrogare la sua legge sulla sodomia il 18 marzo 2020. Il disegno di legge è diventato legge nel mese di maggio del 2020 senza la firma del governatore. Mentre il testo originale del disegno di legge intendeva abrogare sia la legge sulla sodomia sia la legge sulle pratiche sessuali innaturali e depravate, degli emendamenti del Senato hanno spinto verso l'abolizione della sola legge sulla sodomia. Dei disegni di legge sono stati presentati da allora per abrogare anche la seconda legge.
L'Idaho ha abrogato la sua legge sulla sodomia nel mese di marzo del 2022. L'abrogazione è il risultato di una causa legale avviata nel mese di settembre del 2020 da parte di un ricorrente di nome John Doe, il quale sosteneva che i suoi diritti costituzionali erano stati violati quando era stato obbligato a registrarsi come colpevole di reati sessuali non appena si era trasferito in Idaho 20 anni prima per una condanna per "sesso orale".
A luglio 2022, 14 stati o non hanno ancora abrogato formalmente le loro leggi contro l'attività sessuale tra adulti consenzienti o non le hanno rivedute in modo da riflettere con precisione la sentenza suprema del 2003. Spesso le leggi sulla sodomia sono state elaborate per comprendere anche altre forme di comportamento sessuale come la bestialità o zoofilia e nessun tentativo è successivamente riuscito a scalfirle. Gli statuti di 11 stati hanno la pretesa di vietare tutte le forme di sodomia, alcune delle quali includono anche il sesso orale, a prescindere dal genere dei partecipanti: Carolina del Nord, Carolina del Sud, Florida, Georgia, Louisiana, Maryland, Massachusetts, Michigan, Minnesota, Mississippi e Oklahoma. Solamente tre stati indirizzano ancora specificamente i propri statuti alle relazioni omosessuali: Kansas, Kentucky e Texas.
- Carolina del Nord (G.S. § 14-177.) (G.S. § 14-184.) (G.S. § 14-186.)
- Carolina del Sud (S.C. Code § 16-15-60.) (S.C. Code § 16-15-120.)
- Florida (Fld. Stat. 800.02.)
- Georgia (Ga. Stat. 16-6-18.) (Ga. Stat. 16-6-18.)
- Kansas (Kan. Stat. 21-3505.)
- Kentucky (KY Rev Stat § 510.100. Archiviato il 6 giugno 2016 in Internet Archive.)
- Louisiana (R.S. 14:89. Archiviato il 17 aprile 2016 in Internet Archive.)
- Maryland (Md. Code Ann. § 3-321.) (Md. Code Ann. § 3-322.)
- Massachusetts (MGL Ch. 272, § 34.) (MGL Ch. 272, § 35.)
- Michigan (MCL § 750.158.) (MCL § 750.338.) (MCL § 750.338a.) (MCL § 750.338b.)
- Minnesota (Minn. Stat. 609.293.) (Minn. Stat. 609.34.)
- Mississippi (Miss. Code § 97-29-59.)
- Oklahoma (Okla. Stat. § 21-886.)
- Texas (Tx. Code § 21.06.)